# Carposina lacerata
Carposina lacerata is een vlinder uit de familie van de Carposinidae. De wetenschappelijke naam van de soort is voor het eerst geldig gepubliceerd in 1913 door Meyrick.